# Folkteatern i Gävleborg
För andra betydelser, se Folkteatern.
Folkteatern Gävleborg är en länsteater som verkat sedan 1983 i Gästrikland och Hälsingland och som har sitt säte i Gävle. Folkteatern Gävleborg driver sin verksamhet med huvudfinansiering från Region Gävleborg.

## Teaterchefer
Peter Oskarson blev vid starten teaterns första chef och är den som tills idag (2016) har varit chef för teatern under längst tid. Mellan 1986 och 1990 drevs teatern som ett personalkooperativ för att Oskarson skulle kunna fokusera på att regissera. 1990 lämnade Oskarson teatern för andra uppdrag och Ulf Fembro tog över som teaterchef. Fembro stannade på posten tills 1996, när Oskarson återigen blev teaterchef.
2006 valde Oskarson att lämna sitt fasta uppdrag på Folkteatern. Därefter tillträdde biträdande teaterchefen Kurt Nylander som ny teaterchef. När Oskarson avgick saknade teatern konstnärlig ledare och det skulle dröja till 2008 innan Michael Cocke tillträdde den posten.
Marcus Hellsten hade i februari 2013 av styrelsen pekats ut som Kurt Nylanders efterträdare när denne skulle gå i pension 2015. Hellsten hade sedan 2011 haft rollen som biträdande teaterchef och var därför insatt i verksamheten. Han fick dock tillträda posten redan 2014 efter att Kurt Nylander hastigt gått bort.
Mellan åren 2016 och 2020 bestod den konstnärliga ledningen av tre personer; Kajsa Isakson, Mattias Brunn och Erik Uddenberg som tillsammans delade på rollen som konstnärlig ledare. Vid årsskiftet 2021 tillträdde Gro Oskarson Kindstrand som ny konstnärlig ledare för Folkteatern Gävleborg.

### Teaterchefer och konstnärliga ledare
- Peter Oskarson 1983–1990, 1996–2006
- Ulf Fembro 1990–1996
- Kurt Nylander, teaterchef, 2006–2014
- Michael Cocke, konstnärlig ledare, 2008–2014
- Marcus Hellsten, teaterchef, 2014–
- Kajsa Isakson, konstnärlig ledare, 2015–2020
- Mattias Brunn, konstnärlig ledare, 2016–2020
- Erik Uddenberg, konstnärlig ledare, 2016–2020
- Gro Oskarson Kindstrand, konstnärlig ledare, 2021–

## Verksamhet
Teatern har turnerat i länet sedan starten men spelar också på den egna scenen i Gävle. Man spelar för alla åldersgrupper och ger allt från större uppsättningar till mindre berättarföreställningar.
När teatern drog igång sin verksamhet användes Sjömanskyrkan i Gävle för produktioner. Administrationen fanns delvis där och delvis på landstingets kansli i Gävle. För att teatern skulle kunna ha en fast scen i Gävle och lokaler bättre anpassade för verksamheten uppfördes en utbyggnad på den äldre Gävle Teater där teaterns verksamhet kunde flytta in 1984.
Folkteatern var värd för Teaterbiennalen 2011 och bidrog även med den egna föreställningen Kom Ta Min Hand, som spelades i Lilla Gasklockan.

### Hälsinglands träteater
Från mitten av 1990-talet hade Folkteatern Gävleborg en fast scen på Hälsinglands Träteater i Järvsö, Ljusdals kommun. Här hade man främst verksamhet under sommarmånaderna. Träteatern skapades på initiativ av Stiftelsen Hälsingegården, en stiftelse som då drevs av Peter Oskarson. Samarbetet med Folkteatern inleddes under tiden som Oskarson var teaterchef. Under åren anordnades cirka 340 produktioner på träteatern. 2011 meddelades att man istället skulle satsa resurserna på att turnera i länets alla kommuner och att man därför skulle lämna Träteatern.

## Produktioner i urval
- Faust i Gävleborg / Faust i gasklockan (2015)
- Heliga Johanna av slakthusen (2014)
- Alice i underlandet (2013)
- Den kaukasiska kritcirkeln (2012)
- Teaterbiennalen 2011 (2011)
- Audiens (2011)
- Bön för Tjernobyl (2011)
- Natten är dagens mor (2010)
- Kontrabasen (2010)
- Paria (2003)

För en komplett översikt över teaterns repertoarhistorik se teaterns arkiv.